# أورسولا كارفن
يورسولا غانزنمولر (بالألمانية: Ursula Ganzenmüller) والمعروفة فنيا باسم يورسولا كارفن ((بالألمانية: Ursula Karven)، المزدادة في 17 سبتمبر 1964) هي ممثلة، عارضة، كاتبة ومدربة يوجا ألمانية شاركت في عدة أعمال على التلفزيون الألماني. كما احترفت تعليم اليوجا منذ أن كان عمرها 30 سنة، وقد نشرت عدة أقراص مضغوطة وكتب تحتوي تمارين في اليوغا.

## السيرة
ولدت يورسولا في 17 سبتمبر 1964 بمدينة أولم التابعة لولاية بادن-فورتمبيرغ، وفي 1984 عندما كانت تبلغ 20 سنة شاركت لأول مرة في دور صغير ضمن فيلم «شعور مجنون» (بالألمانية: Ein irres Feeling) ، وفي 1986 ظهرت لأول مرة في التلفزيون في حلقة ضمن الموسم 23 من مسلسل «رافعة» (بالألمانية: Derrick) التي عنونت باسم «شاهد عيان» (بالإنجليزية: The Eyewitness)‏. ثم في 1994 شاركت في مسلسل «إلبفلورنز» ولعبت فيه دور «كاتخا بولينغ».
في يونيو 2001، غرق ابنها دانييل (المولود عام 1997 وعاش منذ ذلك الحين مع جيمس فيريس) في بركة فيلا الموسيقي «تومي لي» (زوج باميلا أندرسون) في سانتا مونيكا خلال حفل عيد ميلاد. حوكم «لي» بتهمة الإهمال وتمت تبرئته فيما بعد.
في العام التالي عادت إلى السينما وكرست لأفلام التأثير الإجرامي. وفي وقت لاحق في عام 2006 كانت نجمة المسلسل التلفزيوني «M.E.T.R.O. – فريق الحياة والموت»، حيث لعبت دور «كاثرينا هانسن».
في 2012 وعن عمر 47 سنة ظهرت في غلاف مجلة بلاي بوي، وفي العام الموالي لعبت دورا في فيلم «ليس معي، حبيبي» (بالألمانية: Nicht mit mir, Liebling)، والذي لعبت فيه دور «نينا دير هيدن».

## الحياة الشخصية
عاشت أورسولا كارفن مع عائلتها لبضع سنوات في فلوريدا ولاحقا عاشت في جزيرة مايوركا في إسبانيا. بالإضافة إلى التمثيل، تقوم كارفين بتسويق منتجاتها الخاصة من منتجات الأطفال ومجموعة ملابس الأمومة التي تسمى "Bellybutton". في عام 2010 انتقلت من مايوركا إلى برلين.
تزوجت من المنتج جيمس فيريس، ورزقا بطفلين، كريستوفر (مواليد 1994) وليام تاج (مواليد 2003). لكنهما تطلقا بعد مدة من ولادة طفلها الأخير.